# Ometepec
Ometepec est une ville dans l'état de Guerrero, au sud-ouest du Mexique.